# درسة سقطرى
درسة سقطرى (Emberiza socotrana) هي نوع من الطيور من عائلة العنبريات.
وهي متوطنة في اليمن حيث موطنها الطبيعي فهي تعيش في أراضي الشجيرات عالية الارتفاع حيث المناخ استوائي أو شبه استوائي. وهي مهددة بخطر خسارة موطنها الطبيعي.